# Misje dyplomatyczne Malty

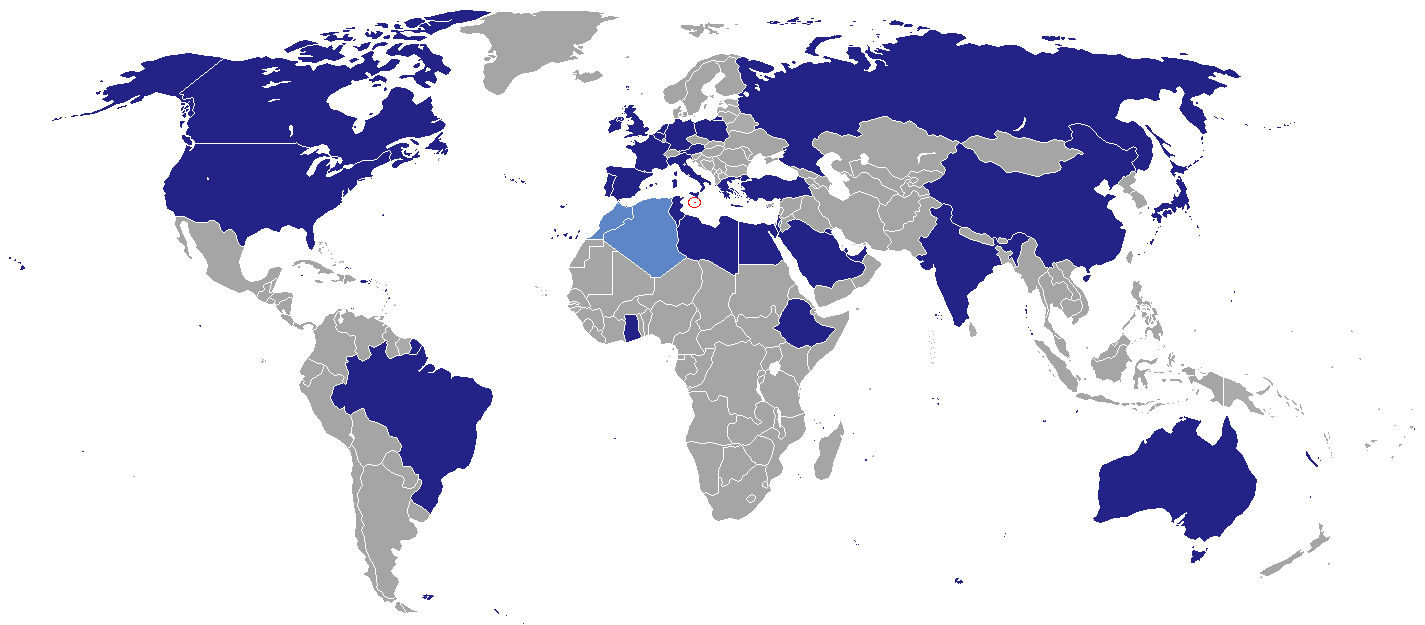
Kraje, w których Republika Malty ma swoje przedstawicielstwa dyplomatyczne

Misje dyplomatyczne Malty – przedstawicielstwa dyplomatyczne Republiki Malty przy innych państwach i organizacjach międzynarodowych. Poniższa lista zawiera wykaz obecnych ambasad, wysokich komisji i konsulatów zawodowych. Nie uwzględniono konsulatów honorowych.

## Europa

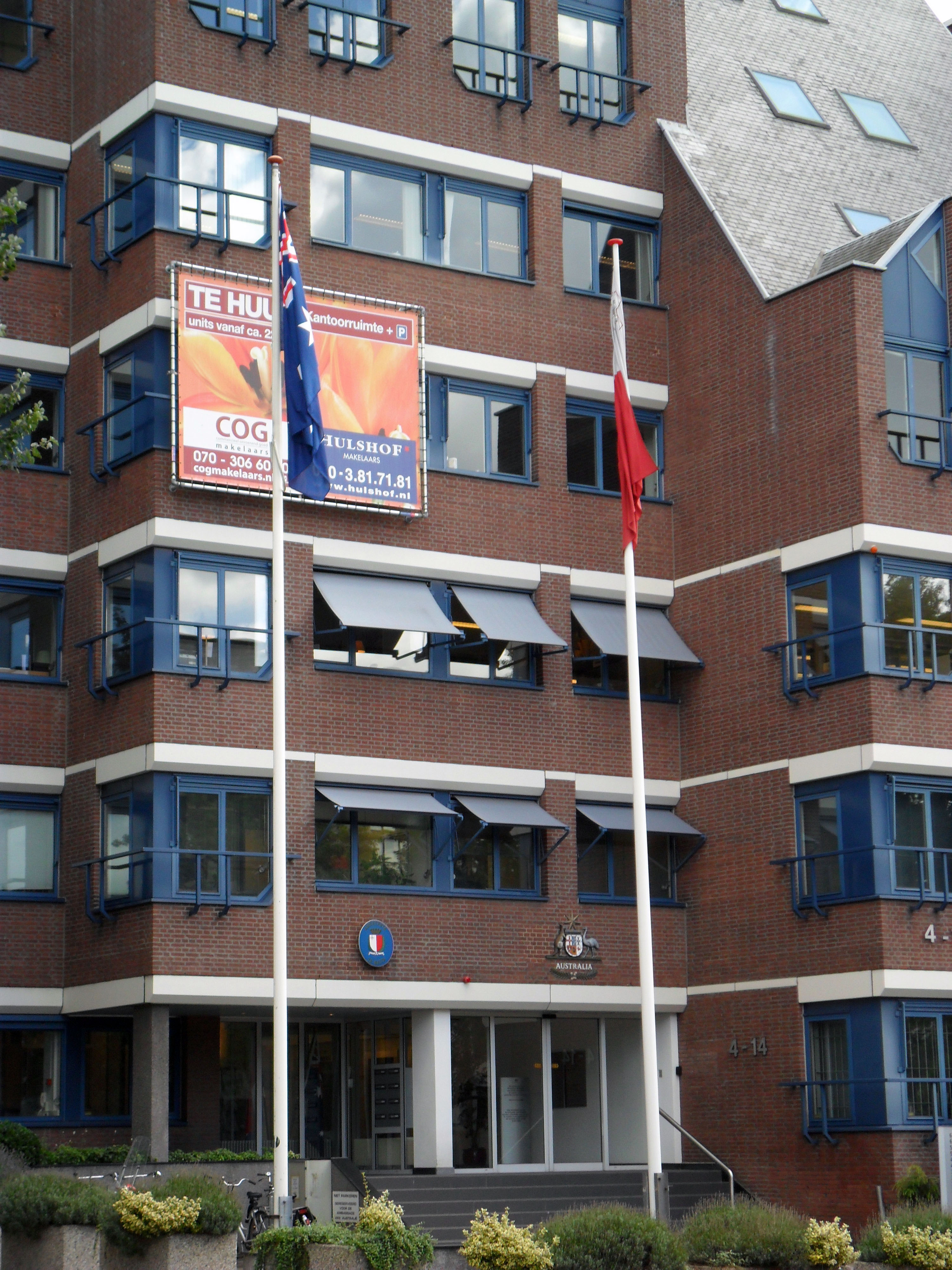
Ambasada Malty i Australii w Hadze

- Austria
  - Wiedeń (Ambasada)
- Belgia
  - Bruksela (Ambasada)
- Dania
  - Kopenhaga (Ambasada)
- Francja
  - Paryż (Ambasada)
- Grecja
  - Ateny (Ambasada)
- Hiszpania
  - Madryt (Ambasada)
- Holandia
  - Haga (Ambasada)
- Irlandia
  - Dublin (Ambasada)
- Niemcy
  - Berlin (Ambasada)
- Polska
  - Warszawa (Ambasada)
- Portugalia
  - Lizbona (Ambasada)
- Rosja
  - Moskwa (Ambasada)
- Turcja
  - Ankara (Ambasada)
  - Stambuł (Konsulat generalny)
- Wielka Brytania
  - Londyn (Wysoka komisja)
- Włochy
  - Rzym (Ambasada)

## Ameryka Północna, Środkowa i Karaiby

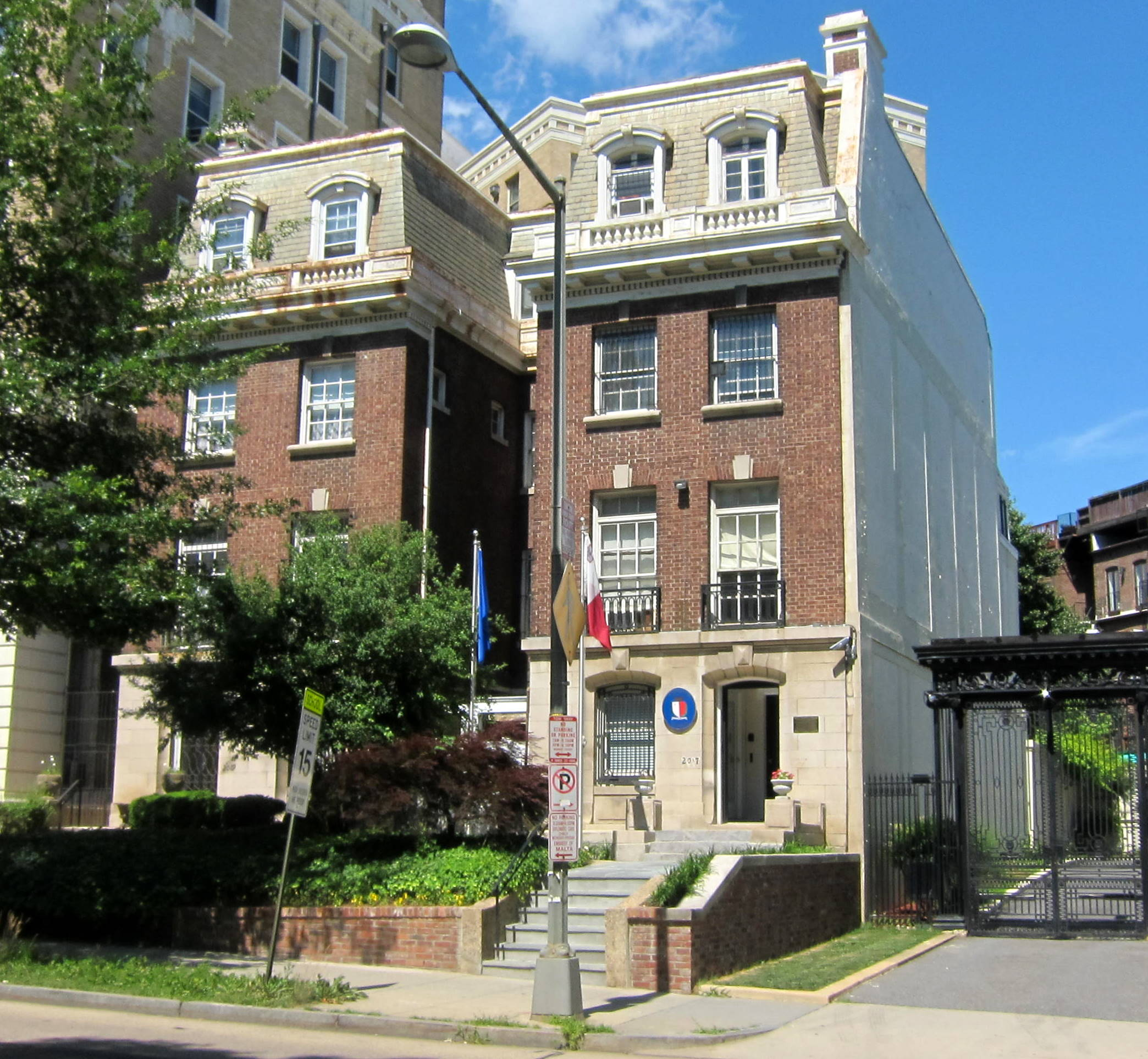
Ambasada Malty w Waszyngtonie

- Kanada
  - Toronto (Konsulat generalny)
- Stany Zjednoczone
  - Waszyngton (Ambasada)

## Afryka
- Algieria
  - Algier (Konsulat)
- Egipt
  - Kair (Ambasada)
- Ghana
  - Akra (Wysoka komisja)
- Libia
  - Trypolis (Ambasada)
- Maroko
  - Casablanca (Konsulat generalny)
- Palestyna
  - Ramallah (Przedstawicielstwo)
- Tunezja
  - Tunis (Ambasada)

## Azja
- Arabia Saudyjska
  - Rijad (Ambasada)
- Chiny
  - Pekin (Ambasada)
- Indie
  - Nowe Delhi (Wysoka komisja)
- Izrael
  - Tel Awiw-Jafa (Ambasada)
- Japonia
  - Tokio (Ambasada)
- Katar
  - Tokio (Ambasada)
- Kuwejt
  - Kuwejt (Ambasada)
- Zjednoczone Emiraty Arabskie
  - Abu Zabi (Ambasada)
  - Dubaj (Konsulat generalny)

## Australia i Oceania
- Australia
  - Canberra (Wysoka komisja)
  - Melbourne (Konsulat generalny)
  - Sydney (Konsulat generalny)

## Organizacje międzynarodowe
- Nowy Jork - Stałe Przedstawicielstwo przy Organizacji Narodów Zjednoczonych
- Genewa - Stałe Przedstawicielstwo przy Biurze Narodów Zjednoczonych i innych organizacjach
- Paryż - Stałe Przedstawicielstwo przy UNESCO
- Wiedeń - Stałe Przedstawicielstwo przy Biurze Narodów Zjednoczonych i Organizacji Bezpieczeństwa i Współpracy w Europie
- Rzym - Stałe Przedstawicielstwo przy Organizacji Narodów Zjednoczonych do spraw Wyżywienia i Rolnictwa
- Bruksela - Stałe Przedstawicielstwo przy Unii Europejskiej
- Strasburg - Stałe Przedstawicielstwo przy Radzie Europy